# Великая смешанная универсальная ложа
Великая смешанная универсальная ложа (ВСУЛ) (фр. Grande Loge mixte universelle) является масонской организацией, появившейся в результате раскола с французской федерацией Le Droit Humain.
Уже в 1913 году состоялась первая попытка по созданию ВСУЛ. Причиной тому было чрезмерное влияние Верховного совета ДПШУ Le Droit Humain на работу послушания. Начало Первой мировой войны помешало развитию ситуации с разделением послушания и созданием ВСУЛ.

## Создание Великой ложи
Созданная великая ложа, в феврале 1973 года, тремя ложами Le Droit Humain, была названа: «Великая смешанная универсальная ложа Право человека-Традиция». Великий восток Франции выдал патент на право проведения работ по Французскому уставу.
Первыми великими мастерами были: Элен Бро (1973—1974) и Раймон Жалу (1974—1978). Они считаются основателями ВСУЛ.

## Деятельность

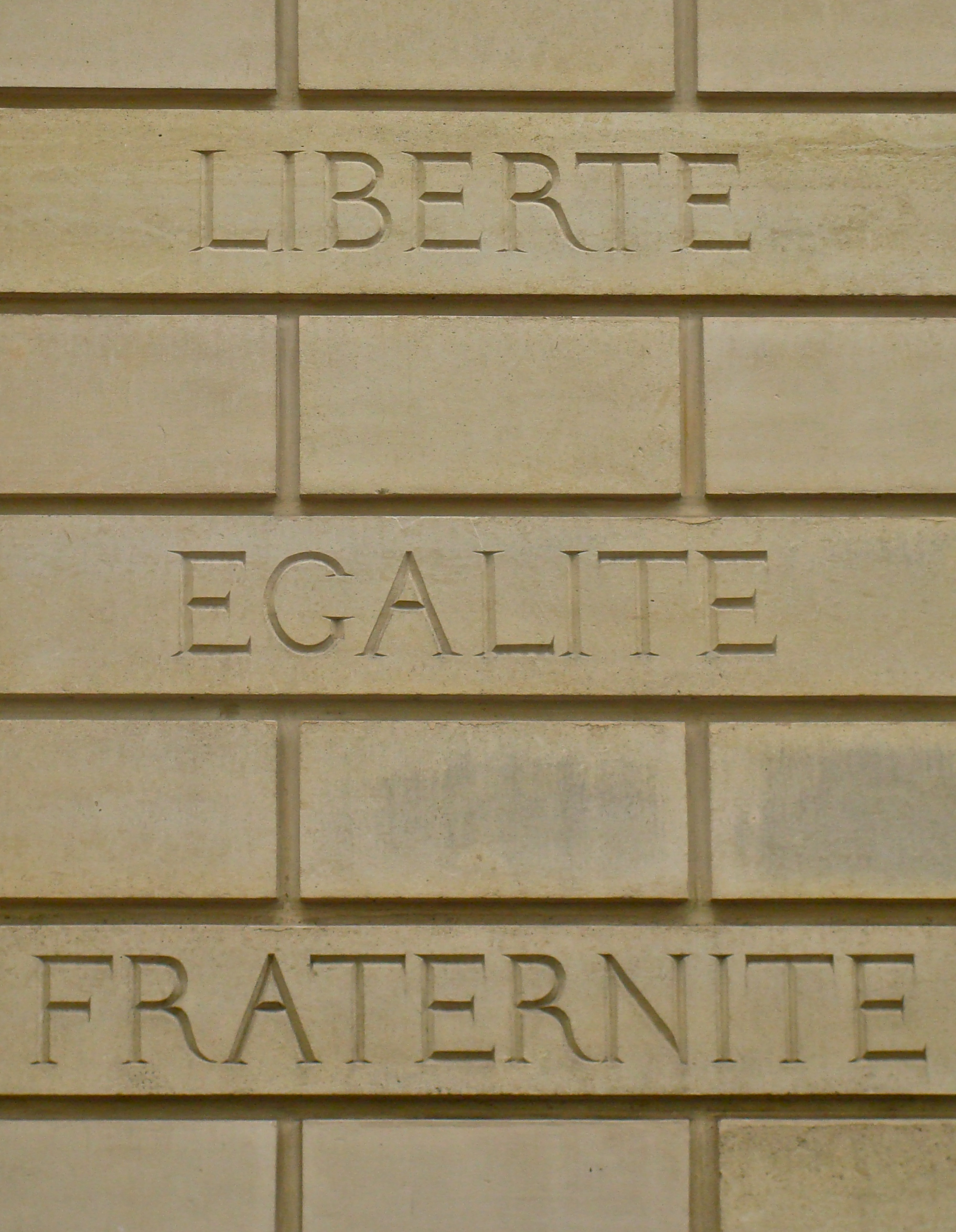
Свобода, Равенство, Братство

Великая ложа оформлена как федерация масонских лож (первые три градуса). В основном ложи ВСУЛ работают во Французскому уставу и Древнему и принятому шотландскому уставу, некоторые ложи работают по варианту Французского устава Сальвадора Альенде/Луи Мишеля».
В 1979 году ВСУЛ приняла свою конституцию, очень близкую к конституции Великого востока Франции.
В 1982 году в ходе произошедшего раскола часть братьев и сестёр образовали Великую смешанную ложу Франции.
В 1995 году, на своём ежегодном конвенте ВСУЛ заявляет о своих приоритетах в связи со смешанностью послушания и девизом Свобода, Равенство, Братство. Основным принципом стала солидарность с другими послушаниями в вопросе секуляризма, понимаемого как отказ от догматизма. Это определение всегда характеризует это послушание.
Конкретные принципы, сформулированные на конвенте выглядят следующим образом: смешанность послушания, секуляризм, демократия и внутреннее равенство всех её членов, полная независимость послушания в отношении собственного развития.
В ноябре 2002 года, за три года до празднования столетия принятия закона о разделении церкви и государства, ВСУЛ выступила за то, чтобы 9 декабря сделать национальным праздником секуляризма.

### Великая смешанная универсальная ложа сегодня
В Великой смешанной универсальной ложе насчитывается около 1 400 членов в 70 ложах.

## Участие в объединении Французское масонство

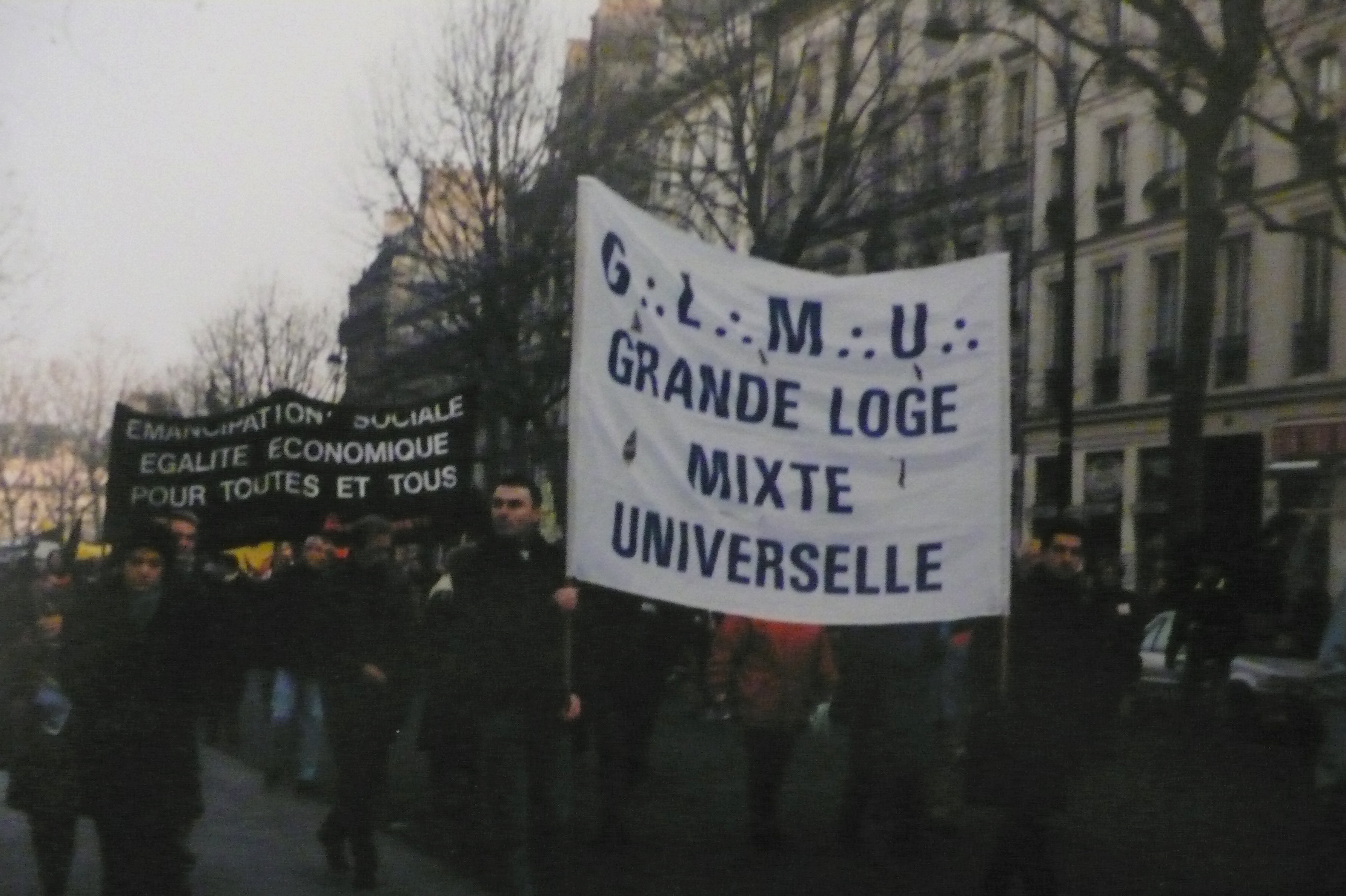
Члены ВСУЛ на манифестации в Париже (1999 год)

В 2001 году во Франции было основано объединение масонских великих лож под названием «Французское масонство» (ФМ). В новое объединение кроме ВСУЛ вошли ещё восемь французских послушаний.
В октябре 2002 года по инициативе тех же девяти послушаний был создан Институт масонства Франции (ИМФ).